# Дравско-Поморске (гмина)

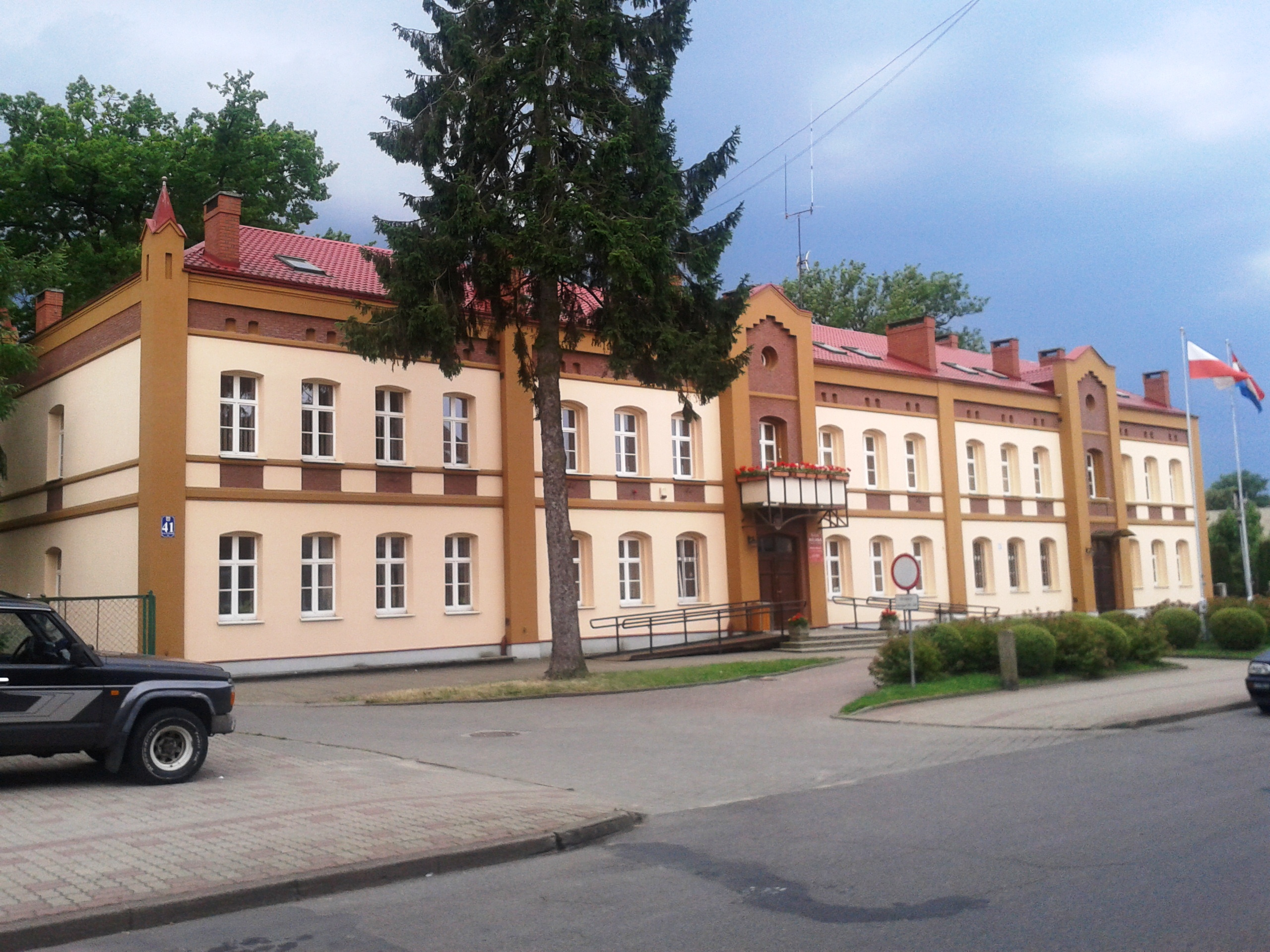
Управление гмины и Города Дравско-Поморске (Drawsko Pomorskie)

Дравско-Поморске (пол. Drawsko Pomorskie) — гмина (волость) в Польше, входит как административная единица в Дравский повет, Западно-Поморское воеводство. Население — 16 687 человек (на 2013 год). С 1 января 2019 года в состав гмины Дравско-Поморске включена территория ликвидированной гмины Островице.